# Indoribates punctulatus
Indoribates punctulatus är en kvalsterart som först beskrevs av Sellnick 1925.  Indoribates punctulatus ingår i släktet Indoribates och familjen Haplozetidae. Inga underarter finns listade i Catalogue of Life.